# Gare de Maisons-Alfort - Alfortville
Ne doit pas être confondu avec Gare du Vert de Maisons.
La gare de Maisons-Alfort – Alfortville est une gare ferroviaire française de la ligne de Paris-Lyon à Marseille-Saint-Charles, située sur le territoire des communes d'Alfortville et de Maisons-Alfort, dans le département du Val-de-Marne, en région Île-de-France.

## Situation ferroviaire
La gare est située au point kilométrique 6,226 de la ligne de Paris-Lyon à Marseille-Saint-Charles. Son altitude est de 36 m. Depuis la fermeture des gares de Bercy-Ceinture et de Charenton, elle est le premier arrêt après l'origine de la ligne (mis à part l'annexe que constitue Paris-Bercy).

## Histoire
La gare s'est d'abord appelée "Maisons-Alfort" à l'ouverture de la ligne le 12 août 1849. En 1885, Maisons-Alfort perd une partie de son territoire qui devient la commune d'Alfortville mais il faudra attendre 1914 pour que son nom soit ajouté et que la gare se nomme officiellement "Maisons-Alfort/Alfortville".
En 2022, selon les estimations de la SNCF, la fréquentation annuelle de la gare est de 11 252 775 voyageurs.
La fréquentation en augmentation régulière depuis plusieurs années posait problème quant à la facilité et à la sécurité des circulations des voyageurs (cela avait notamment été rappelé par un accident mortel survenu au matin du 7 octobre 2003). Après plusieurs années d'études, un nouveau souterrain d'accès a été créé lors de la réfection totale de la gare et de ses accès ; les travaux qui se sont achevés en 2018 ont duré 5 ans. Les bâtiments de la gare ainsi que le parvis de la gare du côté de Maisons-Alfort sont rénovés et une nouvelle sortie voit le jour sous un large auvent couvert entre le bâtiment voyageurs et le parking côté Alfortville.

## Service des voyageurs

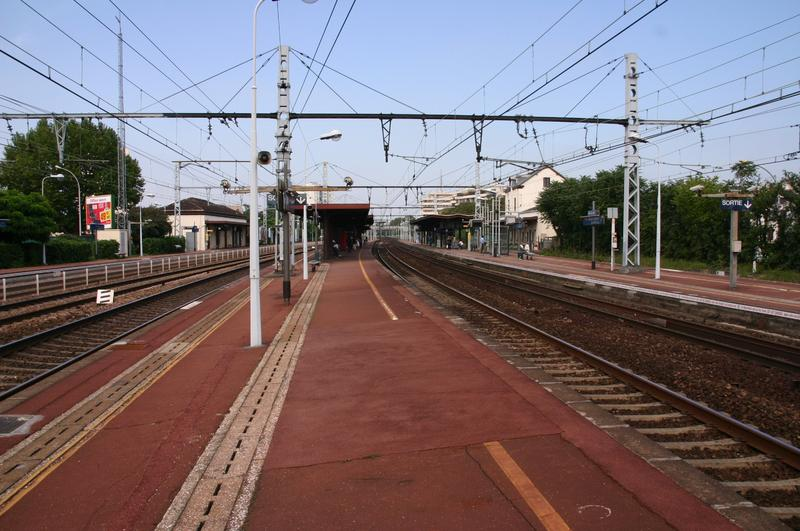
À gauche le bâtiment Voyageurs côté Alfortville, à droite le bâtiment Voyageurs côté Maisons-Alfort

### Desserte
La gare est desservie par les trains de la ligne D du RER. Depuis fin 2005, elle est desservie par 8 trains par heure dans chaque sens, en heure de pointe comme en heure creuse, et par 4 à 6 trains par heure dans chaque sens en soirée.
En 2004, sa fréquentation était de 11 000 voyageurs (montants) par jour, ce qui en faisait la 10e gare de la ligne par sa fréquentation. Le doublement des dessertes à partir de fin 2005 (passage de 4 à 8 trains par heure dans chaque sens en heure de pointe) a contribué à l'augmentation de cette fréquentation.

### La gare
La gare dispose de six voies et de quatre quais, soit d'ouest en est :
- bâtiment voyageurs côté Alfortville, avec un quai latéral, accessible uniquement depuis la voirie et pas depuis la gare ;
- voie 2M direction Paris, généralement TER Bourgogne et Transilien ligne R ;
- voie 1M direction Villeneuve (sans quai), généralement TER Bourgogne et Transilien ligne R ;
- voie 2 direction Paris, généralement TGV et Grandes Lignes ;
- quai ;
- voie 2bis direction Paris, RER D ;
- voie 1bis direction Villeneuve, RER D ;
- quai ;
- voie 1 directions Villeneuve et LGV Sud-Est, généralement TGV et Grandes Lignes ;
- bâtiment voyageurs (principal) côté Maisons-Alfort, avec un quai de service non accessible au public.

Elle dispose également de trois souterrains :
- souterrain nord, donnant accès en entrée et en sortie aux deux quais centraux ;
- souterrain central, passage public reliant les voiries de part et d'autre et assurant la seule sortie depuis les deux quais centraux ;
- souterrain sud, desservant les deux bâtiments voyageurs de part et d'autre et donnant accès en entrée et en sortie aux deux quais centraux.

### Intermodalité
La gare est desservie par les lignes 103, 172, 181, 217 et 372 du réseau de bus RATP et, la nuit, par les lignes N132 et N134 du réseau Noctilien.

## Patrimoine ferroviaire
La gare possède deux bâtiments voyageurs de part et d'autre des voies ayant fait l'objet de plusieurs altérations. Entre 2016 et 2018, ils sont rénovés, agrandis et leurs façades sont redécorées avec des matériaux évoquant leur aspect du début du XXe siècle.
Situé face à la place de la gare, le premier bâtiment remonte aux origines de la ligne. Implanté sur le remblai avec un étage additionnel côté rue, il se compose d'un corps central à étage de deux travées avec horloge sous fronton encadré de lucarnes — qui s'apparente aux bâtiments standard de 3e classe de la Compagnie du chemin de fer de Paris à Lyon (PL) — encadré par deux ailes basses de deux et quatre travées dont la date de construction n'est pas connue. Comme toutes les gares intermédiaires d'origine du PL, le bâtiment est construit en moellons recouvert de crépi avec des bandeaux au-dessus des baies du premier étage et des linteaux rectilignes tandis que le toit est en zinc. L'aspect d'origine du rez-de-chaussée côté parvis est inconnu. Sur une carte postale ancienne, il se présente sous la forme d'un soubassement en pierre complété par une avancée de quatre travées au toit à croupes de faible pente. Au début du XXe siècle, l'aspect du bâtiment évolue en deux étapes : l'avancée est portée à six travées et sa façade de crépi foncé cède la place à de la pierre avec des encadrements de baies au sommet arrondi et un parapet masquant le toit. Plus tard, la façade du bâtiment principal est à son tour modifiée, l'harmonisant avec celle du nouveau BV côté Alfortville, avec des encadrements de baies pourvus de chaînages alternant la pierre et des zones de couleur plus foncée ; c'est cet aspect qui sera évoqué par la restauration du bâtiment dans les années 2010.
Un second bâtiment est ajouté vers 1900, alors que la ligne est déjà à six voies, afin de disposer d'une seconde entrée côté Alfortville. Il s'agit d'un modeste édifice de cinq travées sans étage, au style plus moderne, construit en deux volumes : une partie sous toit à deux pans et une avancée médiane sous un toit à deux croupes, tous deux couverts de tuiles. La façade est en crépi et les ouvertures à arc surbaissé sont encadrées par des chaînages alternant la brique rouge et la pierre. Un souterrain relie les deux bâtiments et donne accès aux quais.
Durant la seconde moitié du XXe siècle, les façades des deux bâtiments donnant sur la rue sont rhabillées avec du carrelage vert et blanc pour la partie basse et des panneaux de matériaux modernes en hauteur. Des tuiles se substituent au zinc des toitures de la gare du XIXe siècle.
Entre 2016 et 2018, les bâtiments sont à nouveau rénovés. L'avancée du bâtiment le plus ancien disparaît au profit d'une nouvelle extension transparente courant jusqu'au souterrain avec un prolongement vitré de l'aile droite, passant à quatre travées. Le bâtiment côté Alfortville retrouve des façades à l'aspect proche de l'origine, avec du crépi foncé simulant la brique rouge des entourages de baies.

Photos du XXe siècle
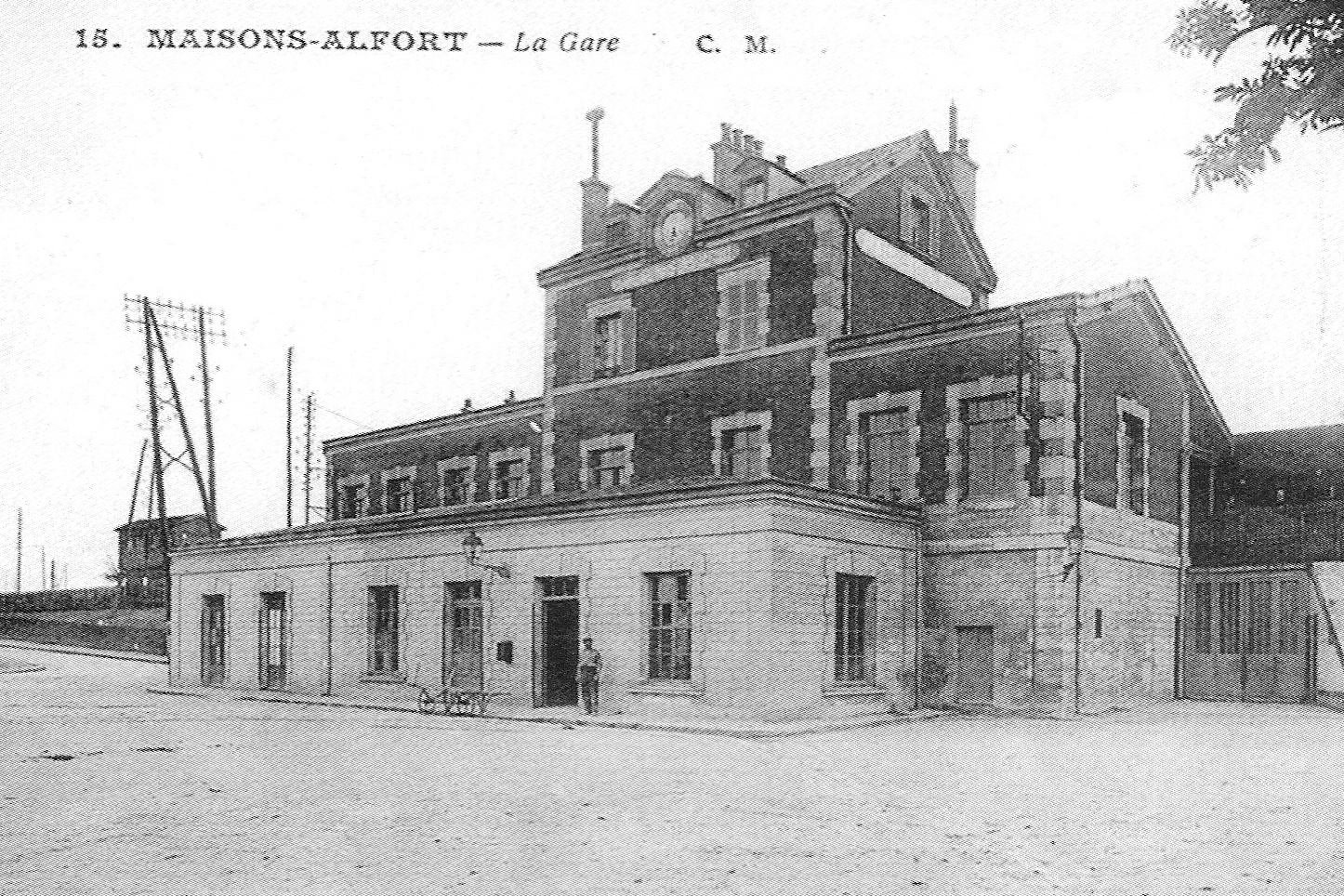
Le bâtiment voyageurs au début du XXe siècle.
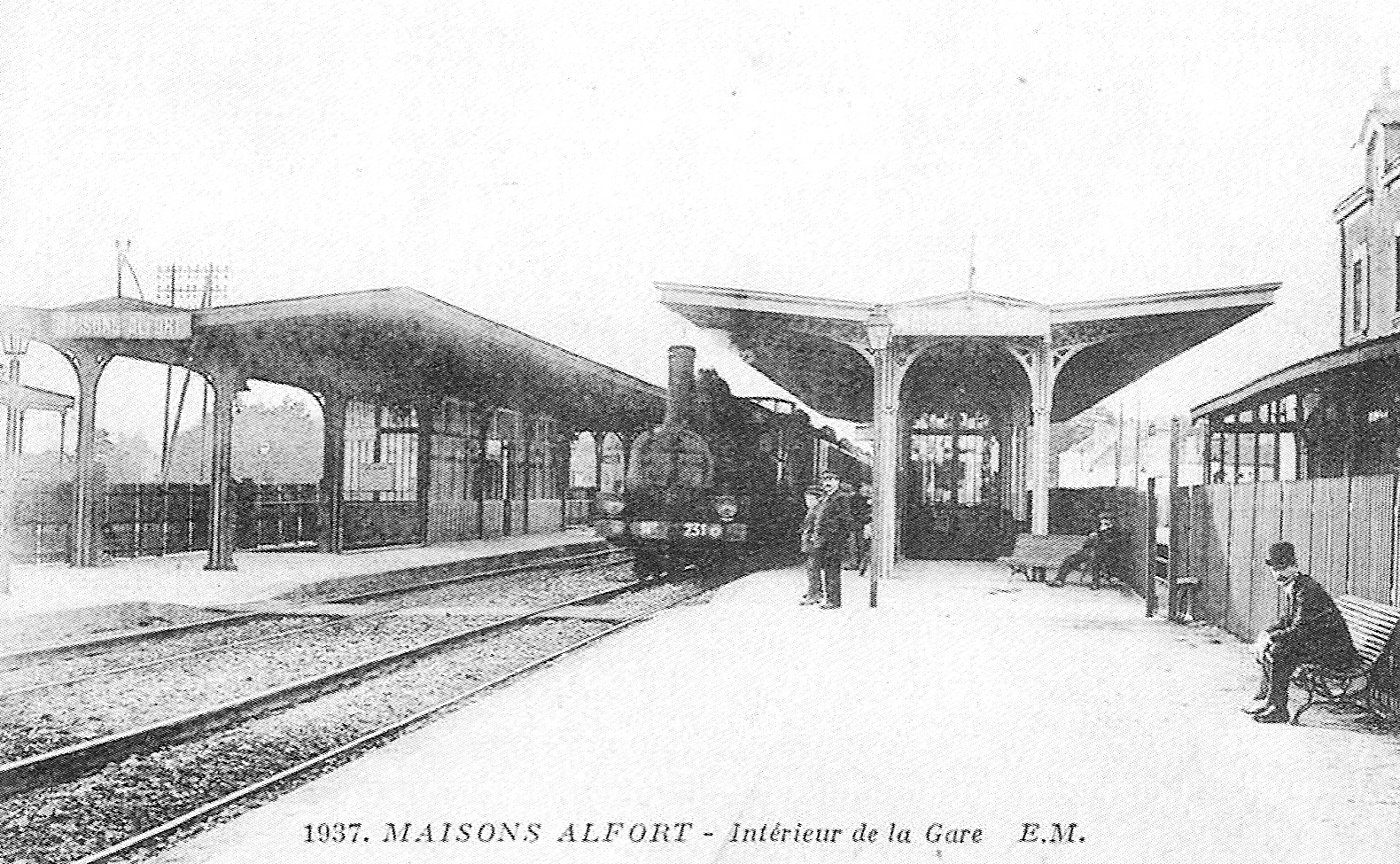
Nouveaux quais de la gare.
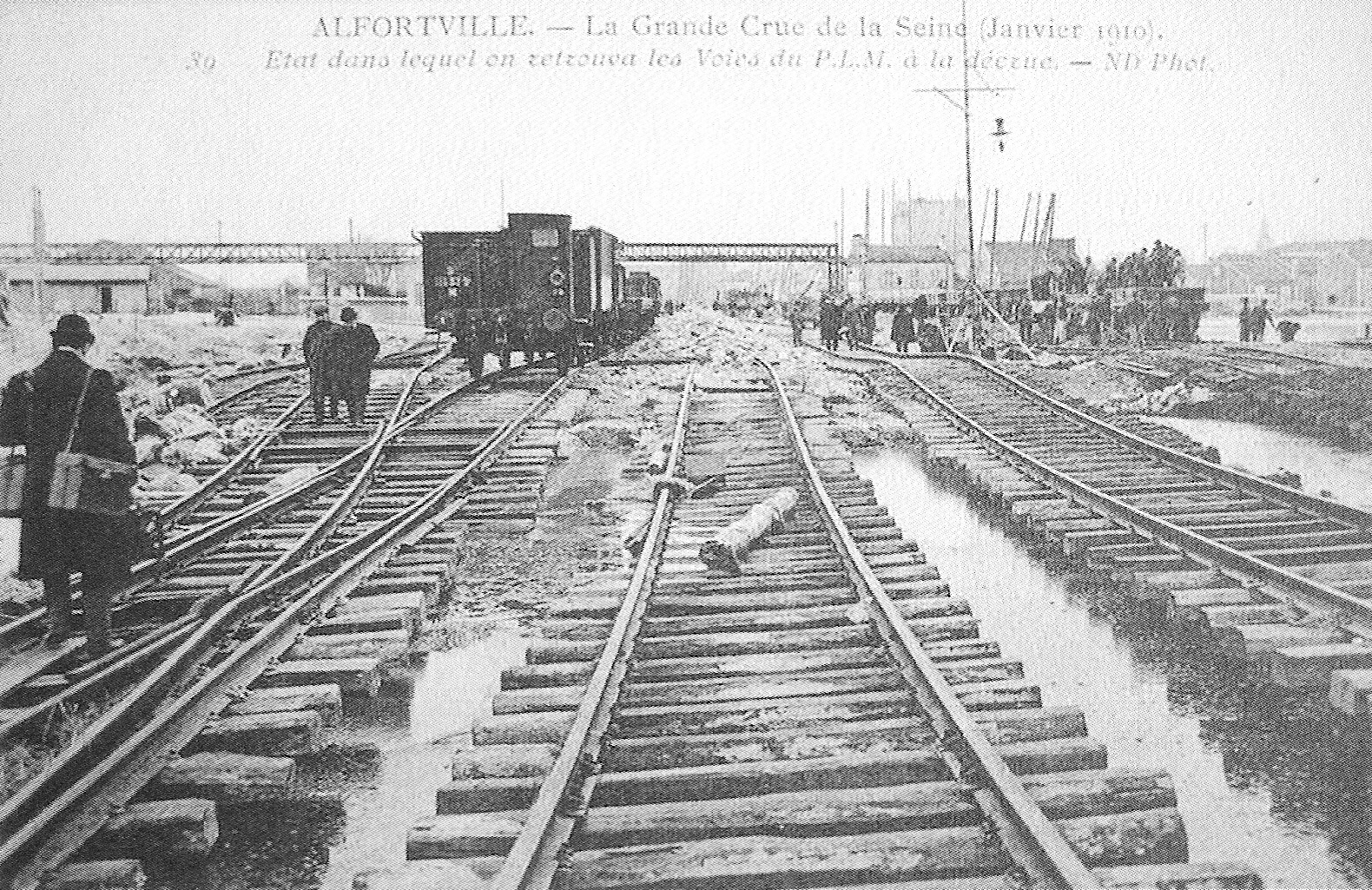
Les voies de la gare après la crue de la Seine de 1910.

Photos du XXIe siècle
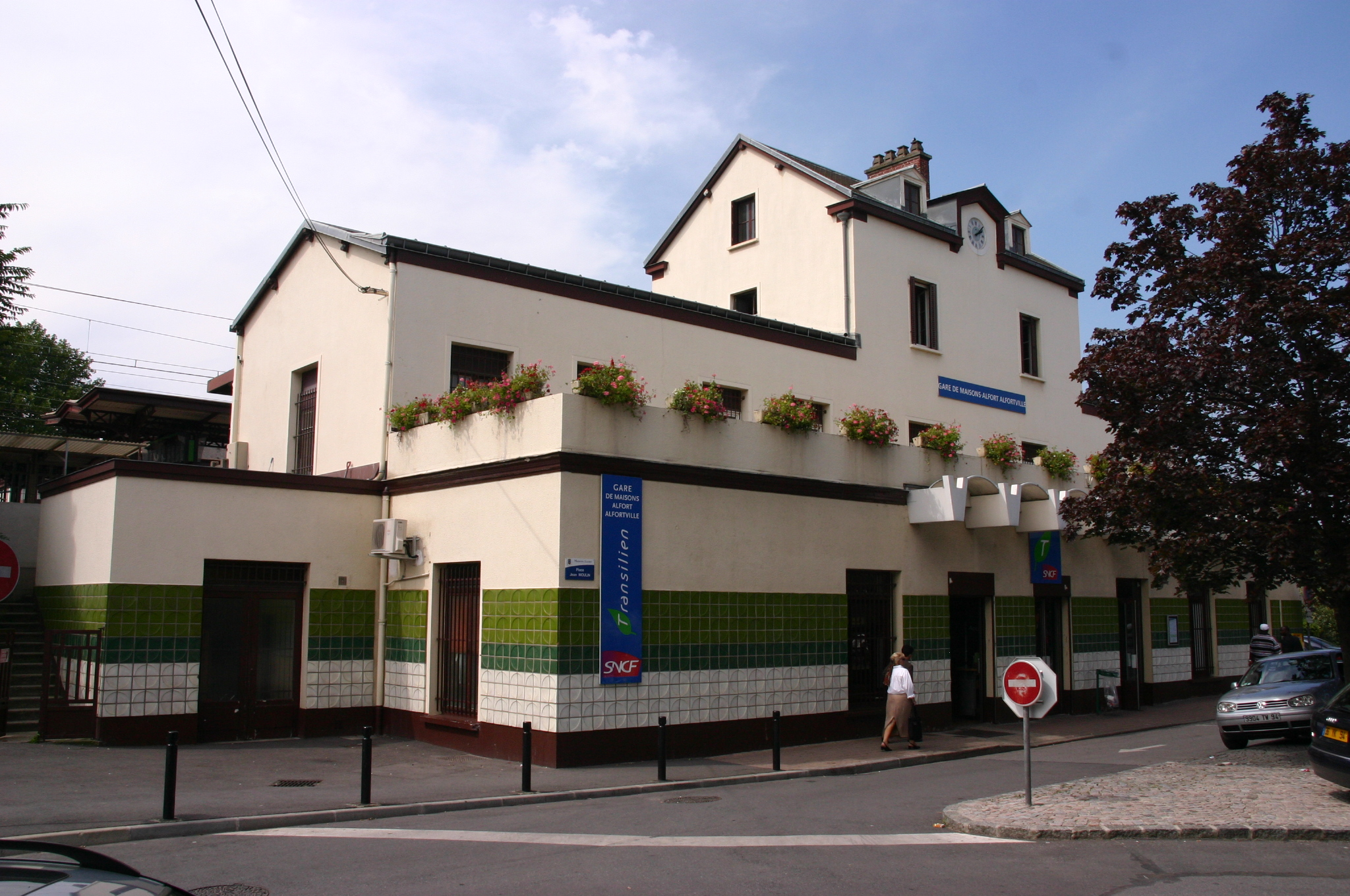
La gare en 2007.
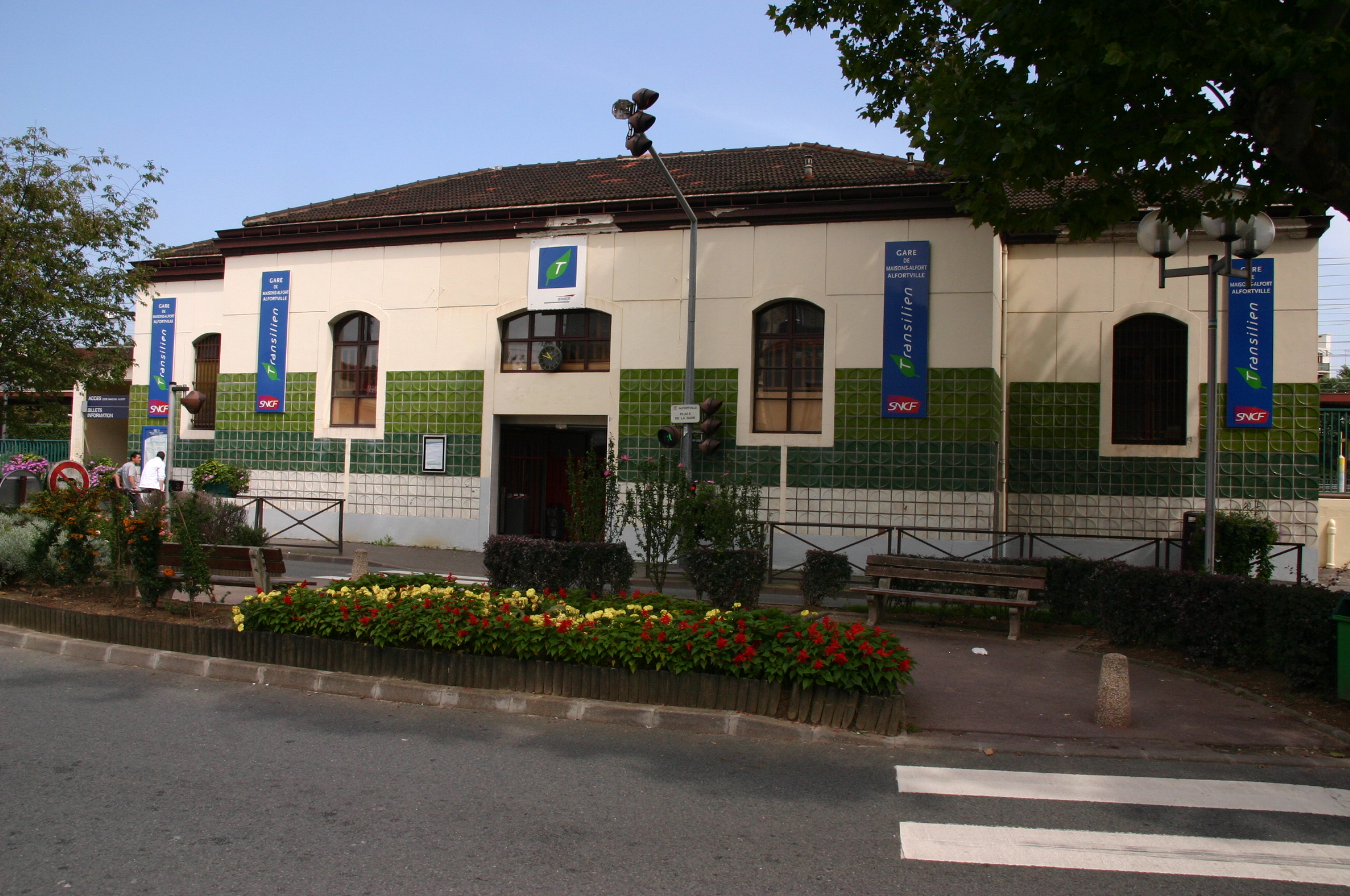
Entrée de la gare côté Alfortville.
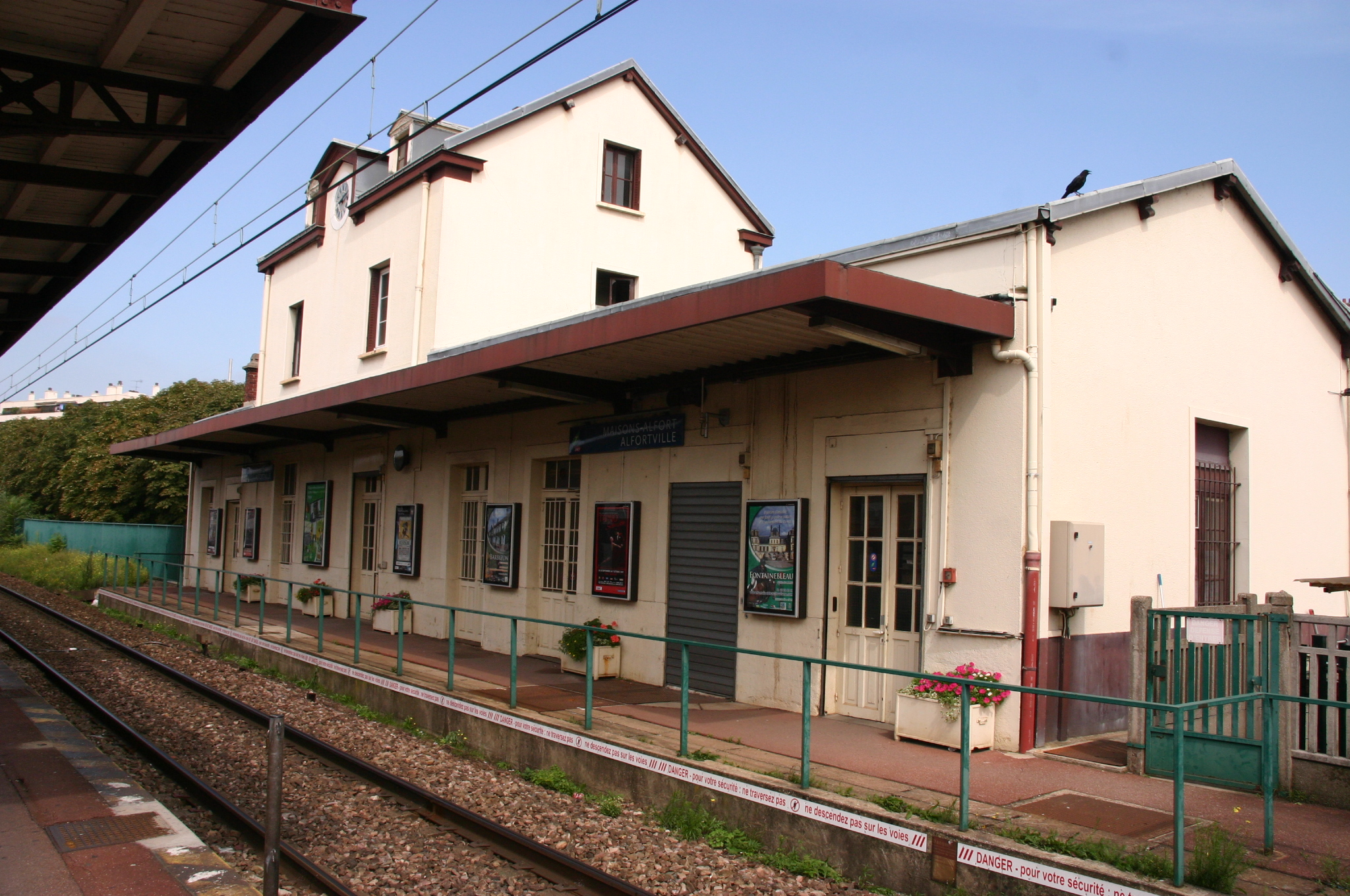
Vue du bâtiment voyageurs depuis le quai des voies 1 et 1B.
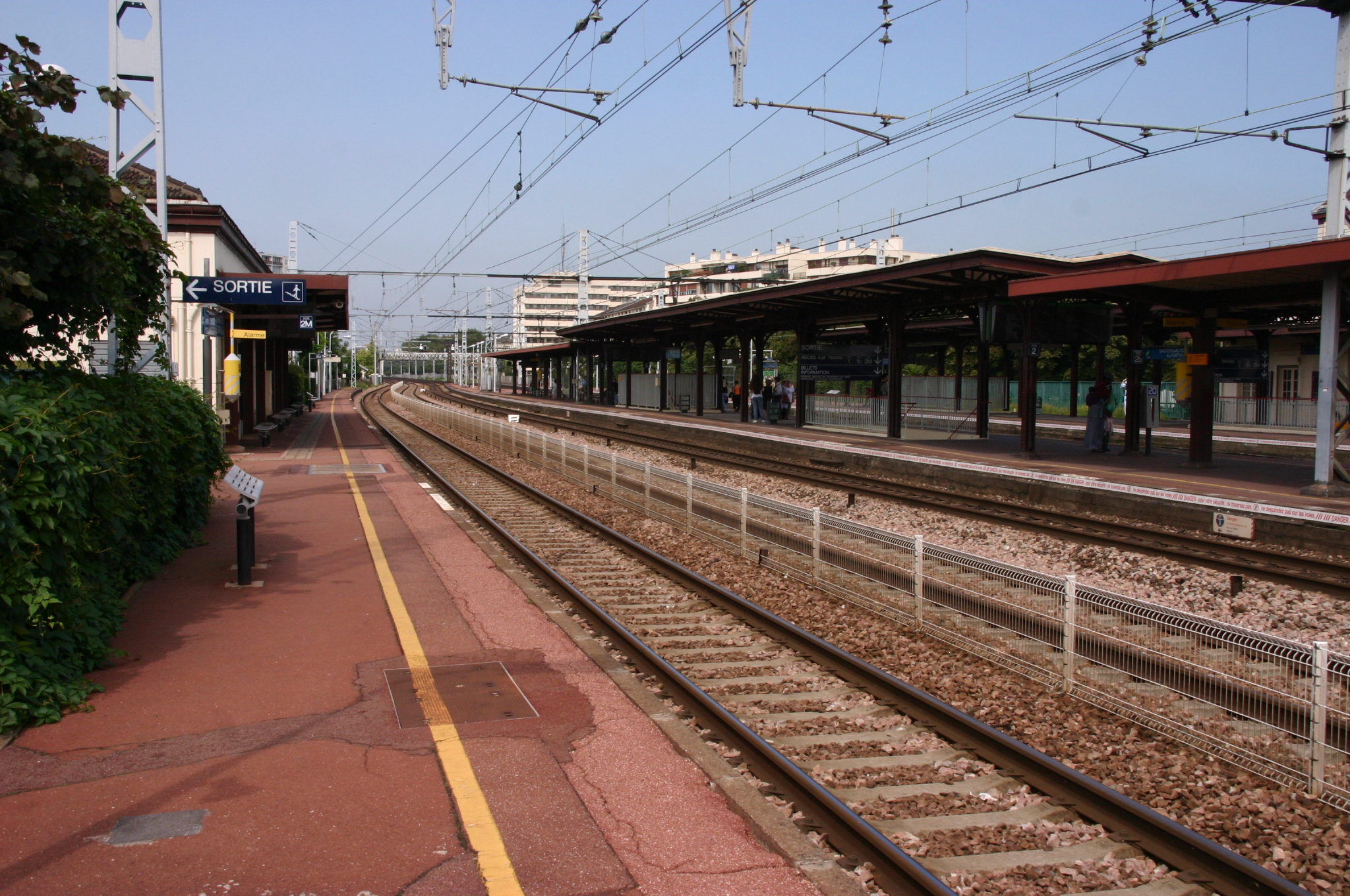
Intérieur de la gare vue depuis le quai de la voie 1M.
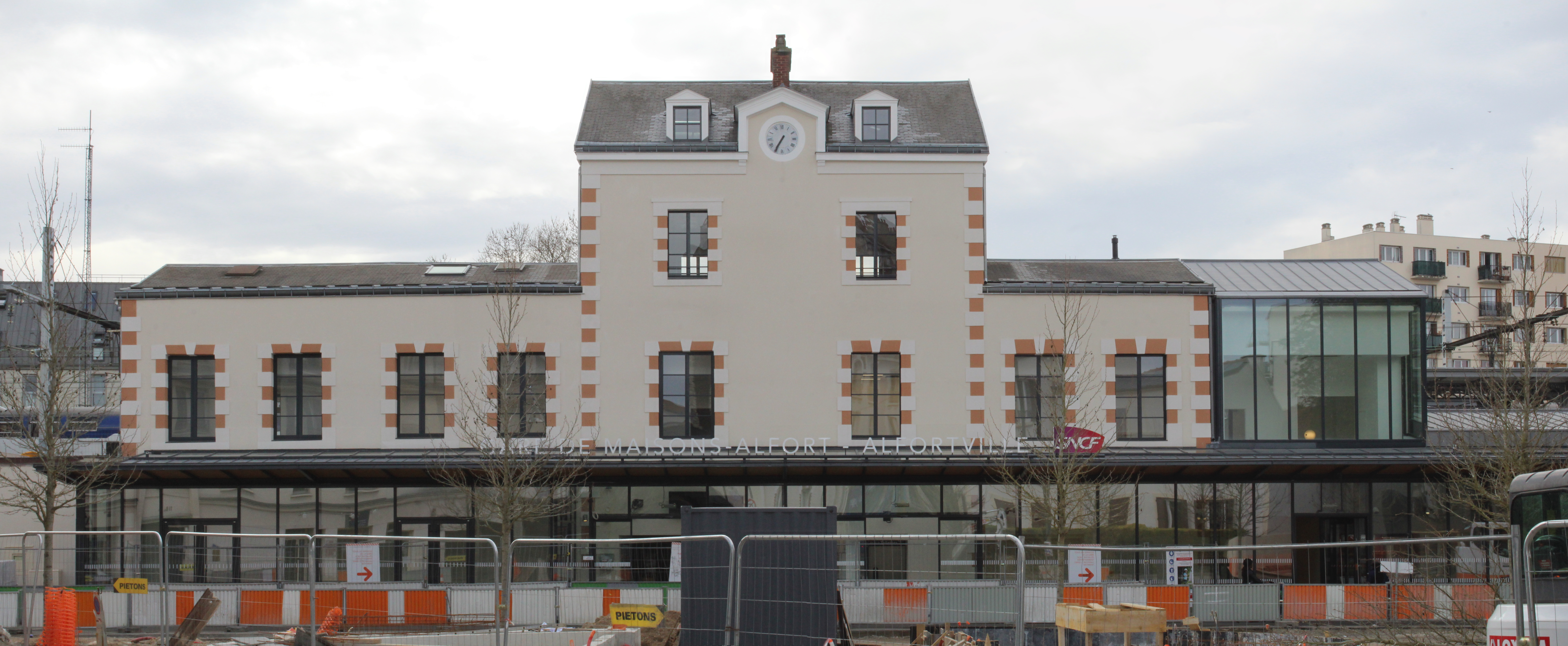
Bâtiment voyageurs après rénovation.
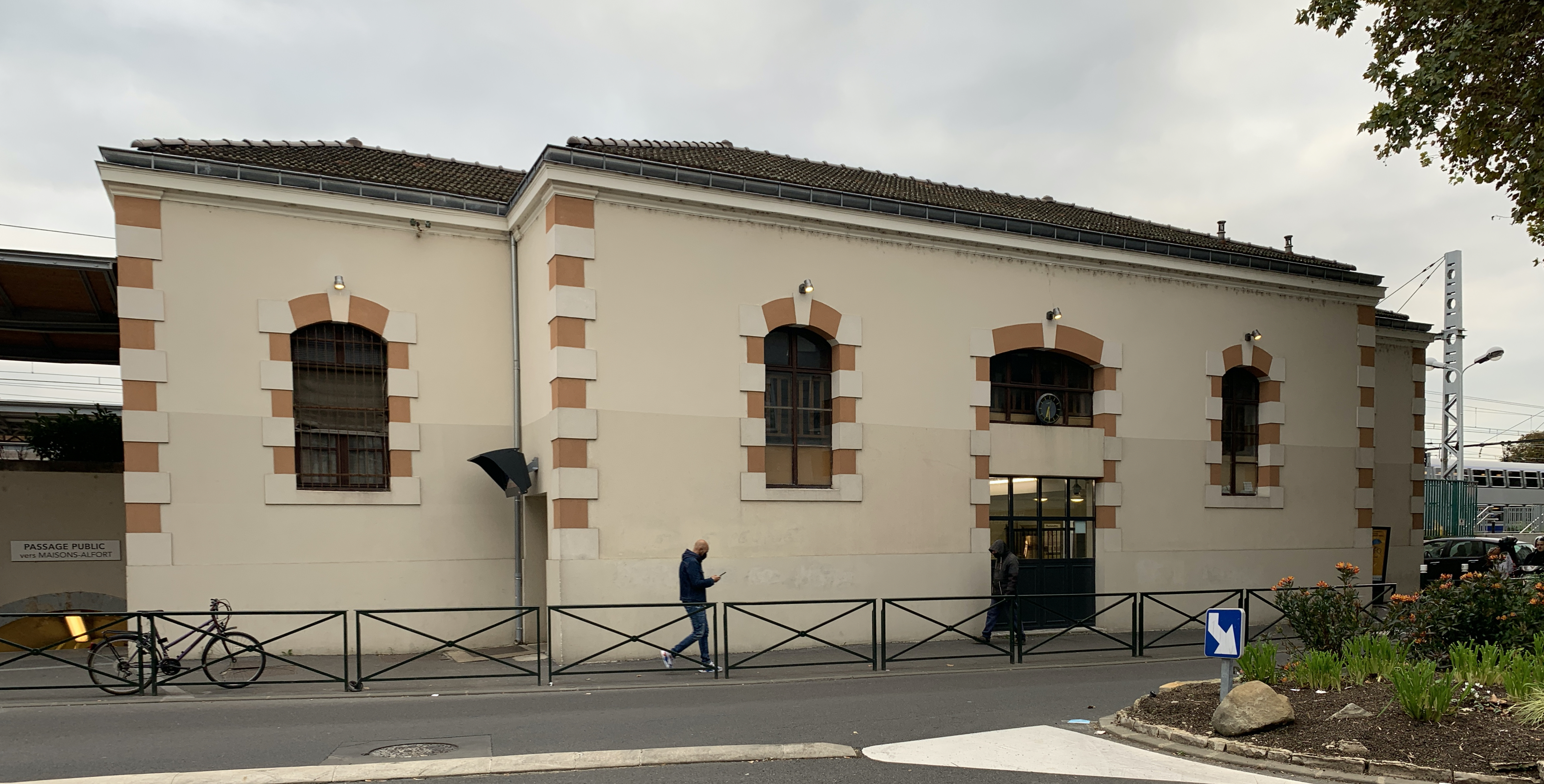
Bâtiment côté Alfortville.